# Breede Valley
La Municipalité de Breede Valley (Breede Valley Local Municipality) est une municipalité locale du district municipal de Cape Winelands dans la province du Cap-Occidental en Afrique du Sud. Le siège de la municipalité est situé dans la ville de Worcester.

## Localités de Breede Valley

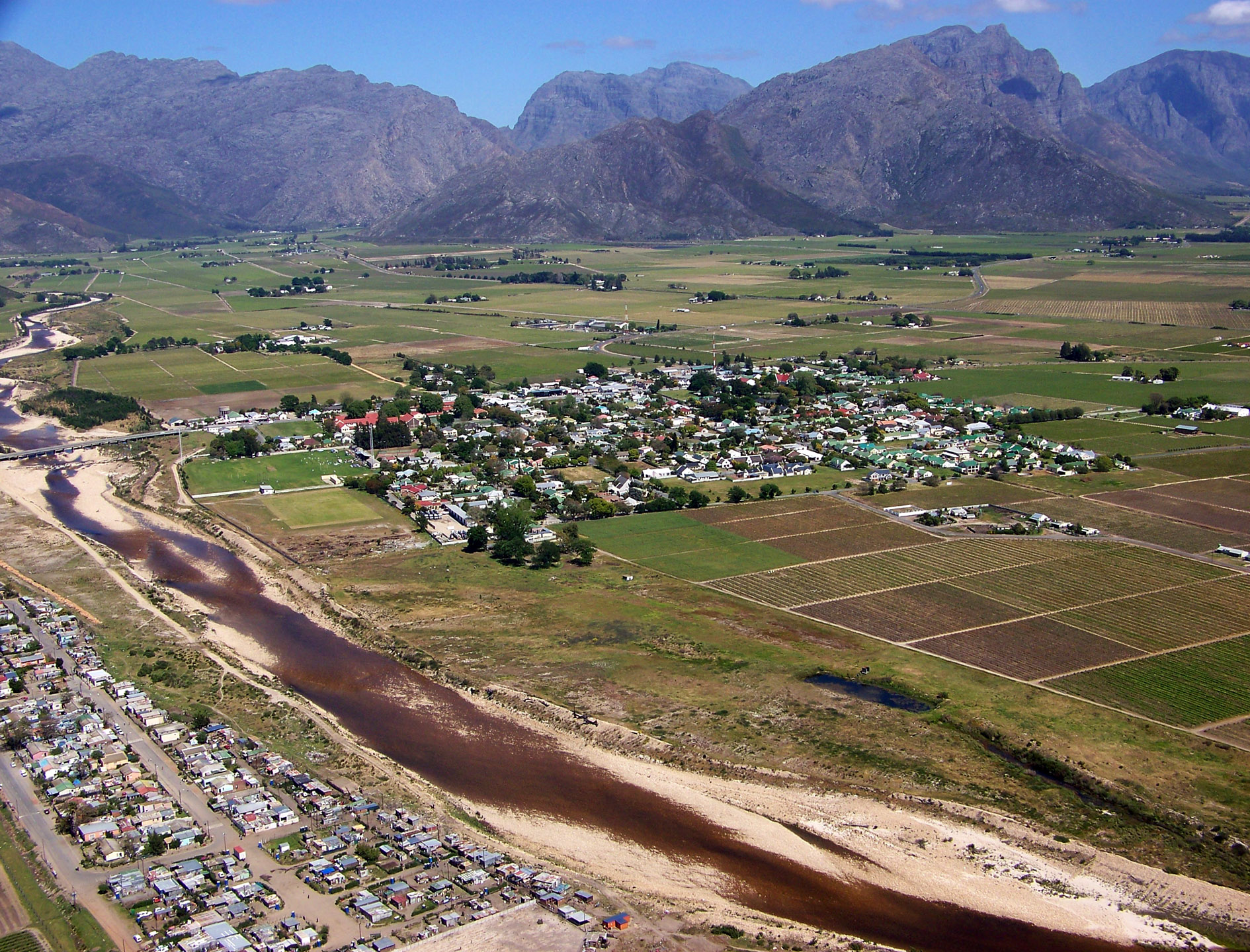
Le village de Rawsonville et les montagnes de Tsitsikamma.

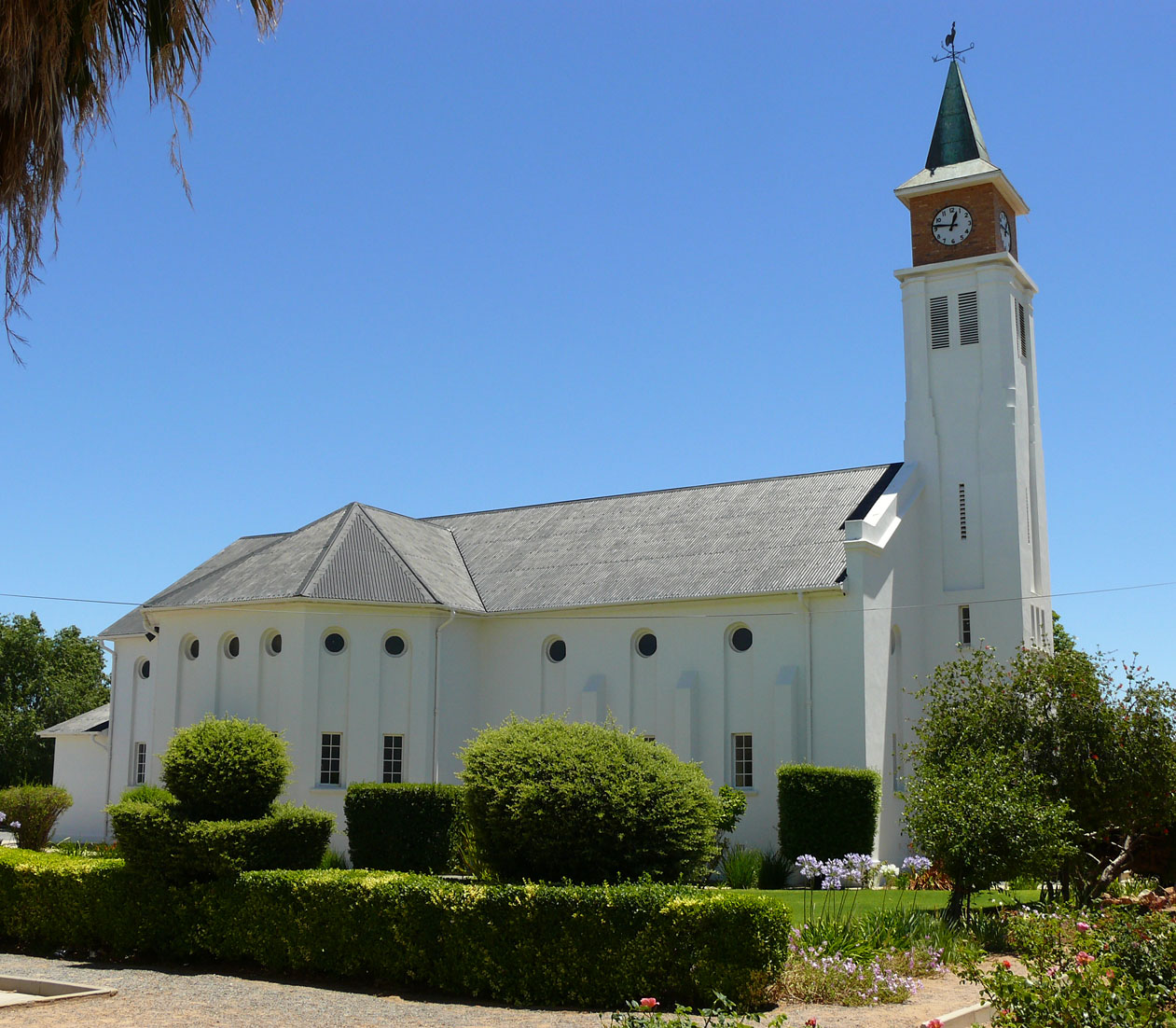
Église réformée hollandaise de Touws River/Touwsrivier.

La municipalité de Breede Valley administre les localités suivantes :
| Villes, villages et townships | Code   | Population | Superficie (km2) | Langue maternelle dominante |
| ----------------------------- | ------ | ---------- | ---------------- | --------------------------- |
| Brandvlei                     | 168009 | 1 171      | 4,14             | Afrikaans                   |
| De Doorns                     | 168003 | 10 583     | 7,26             | Afrikaans                   |
| Ekupumeleni                   | 168005 | 173        | 0,19             | IsiXhosa                    |
| Hassie Square                 | 168004 | 522        | 0,12             | Afrikaans                   |
| Rawsonville                   | 168008 | 3 099      | 2,42             | Afrikaans                   |
| Touws River                   | 168001 | 9 126      | 21,62            | Afrikaans                   |
| Worcester                     | 168007 | 78 906     | 71,06            | Afrikaans                   |
| Zweletemba                    | 168006 | 18 172     | 2,09             | IsiXhosa                    |
| Zone rurale                   | 168002 | 46 075     | 3 724,61         | Afrikaans                   |
| Total                         | Total  | 166 825    | 3 833,38         | Afrikaans                   |

## Démographie
Selon le recensement de 2011, les 166 825 résidents de la municipalité de Breede Valley sont majoritairement issus de la population coloured (63,32 %). Les populations noires et les  Blancs représentent respectivement 24,34 % et 10,71 % des habitants.
Les habitants ont majoritairement l'afrikaans pour langue maternelle (76,01 %) devant le xhosa (16,06 %).

## Historique
La municipalité locale de Breede Valley a été constituée en 2000 à la suite de la réforme des gouvernements locaux.
Lors des élections municipales de 2016, l'Alliance démocratique (DA) remporta 54,41 % des voix et 22 sièges de conseillers municipaux contre 29,96% et douze sièges au congrès national africain (ANC), laissant sept autres sièges répartis entre plusieurs petits partis dont un siège chacun aux Economic Freedom Fighters et au front de la liberté.

## Administration
La municipalité se compose de 41 sièges de conseillers municipaux.

### Liste des maires

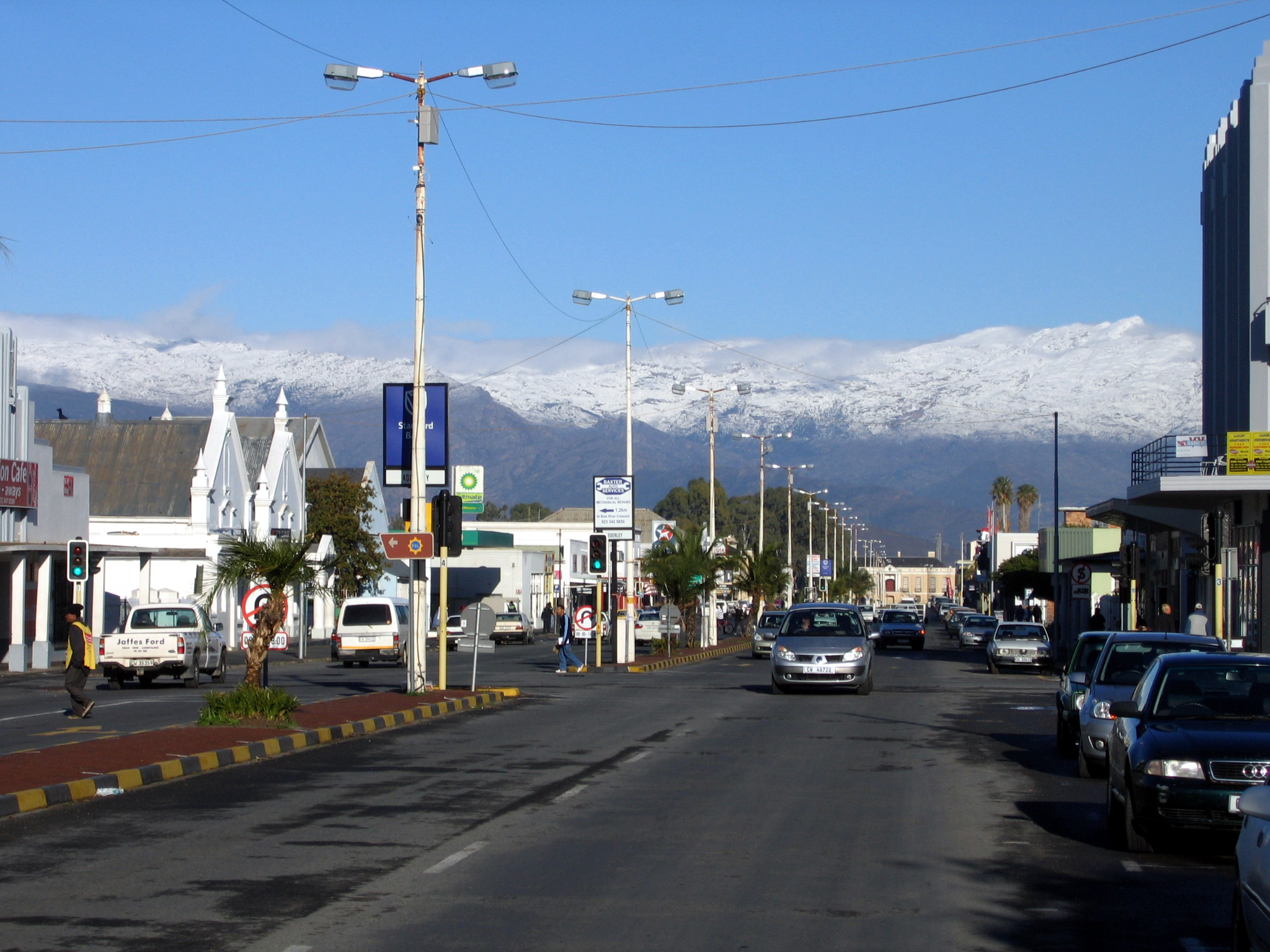
Worcester, chef lieu de la municipalité de Breede Valley.

| Maires depuis 2000 | Parti politique | Terme       |
| ------------------ | --------------- | ----------- |
| Alice Titus        | ANC             | 2000-2006   |
| Linda Sibeko       | ANC             | 2006-2007   |
| Charles Ntsomi     | ANC             | 2007-2011   |
| Basil Kivedo       | DA              | 2011-2013   |
| Antoinette Steyn   | DA              | Depuis 2013 |